# Kerekrét
Kerekrét (szlovákul: Okrúhle) község Szlovákiában, az Eperjesi kerület Felsővízközi járásában. Sápony tartozik hozzá.

## Fekvése
Felsővízköztől 16 km-re délre, a Radomka-patak partján fekszik.

## Története
A település területe már a kőkorszak végén és a bronzkor elején is lakott volt. Az itt talált halomsírok a kelet-szlovákiai csoporthoz tartoznak.
A mai település a radomai uradalom területén keletkezett és a makovicai uradalomhoz tartozott. 1394-ben „Kerekreth” alakban említik először. 1427-ben 45 portája adózott. A 15. század végén a lengyelek támadása következtében elnéptelenedett. A 17. században a Rákócziak, később az Aspermont és Szirmay családok voltak a földesurai. 1684-ben egy földszintes kő udvarházat említenek itt, amely az Erdődyek tulajdona. 1787-ben 47 házában 392 lakos élt.
A 18. század végén Vályi András így ír róla: „KEREKRÉT Okruchha. Orosz falu Sáros Várm. földes Urai Poturnyai, és G. Szirmay Uraságok, lakosai katolikusok, fekszik Radomának szomszédságában, mellynek filiája, földgye közép termékenységű, fája, és legelője vagyon, keresztre is módgya a’ Sztropkoi só háznál.”
1828-ban 49 háza és 369 lakosa volt. Lakói fuvarozással, gabonakereskedelemmel, gyümölcstermesztéssel foglalkoztak. Később főként a nagybirtokokon dolgoztak, de sokan kivándoroltak az országból. Szeszfőzde és gőzfűrész is üzemelt itt egészen 1945-ig
Fényes Elek 1851-ben kiadott geográfiai szótárában így ír a faluról: „Kerekrét, (Okruhle), Sáros vmegyében, tót falu, Radoma fil. 279 római, 38 g. kath., 8 evang., 9 zsidó lak. Ut. p. Bártfa.”
1920 előtt Sáros vármegye Girálti járásához tartozott.
Később lakói Girált, Felsővízköz és Kassa üzemeiben dolgoztak. Sáponyt 1965-ben csatolták Kerekréthez.

## Népessége
| Év:            | 1994. | 2004.   | 2014.   | 2024.    |
| -------------- | ----- | ------- | ------- | -------- |
| Emberek száma: | 628   | 641     | 636     | 562      |
| Eltérés:       |       | +2,07 % | -0,78 % | -11,63 % |

| Év:            | 2023. | 2024.   |
| -------------- | ----- | ------- |
| Emberek száma: | 563   | 562     |
| Eltérés:       |       | -0,17 % |

1910-ben 340, túlnyomórészt szlovák lakosa volt.
2001-ben 651 lakosából 641 szlovák volt.
2011-ben 648 lakosából 603 szlovák.

## Nevezetességei
Római katolikus temploma 1902-ben épült a korábbi, 1750 körül épített templom helyén.

## Lásd még
- Sápony